# Регент на Унгария
Регентът е заместител на краля в случай на малолетен крал. Между 1920 и 1946 г. регентът е пълноправен държавен глава, тъй като унгарският престол е вакантен.
- Янош Хуняди (1446–1459)
- Михай Силади (1458)
- Алайош Грити (1530–1534)
- Янош Гашпар Ампринген (1673–1681)
- Лайош Кошут (1849)
- велик княз Йожеф Хабсбургски (1919)
- няма държавен глава, функциите му се упражняват от министър-председателя (1919–1920)
- Миклош Хорти (1920-1944)
- Ференц Салаши (1944-1945) – на частта на територията на Унгария, контролирана от прогерманското унгарско правителство
- Бела Миклош Далноки (1944-1945) – на частта на територията на Унгария, контролирана от просъюзническото унгарско правителство
- няма държавен глава, функциите му се упражняват от министър-председателя (1945–1946)